# Gebrüder Linel

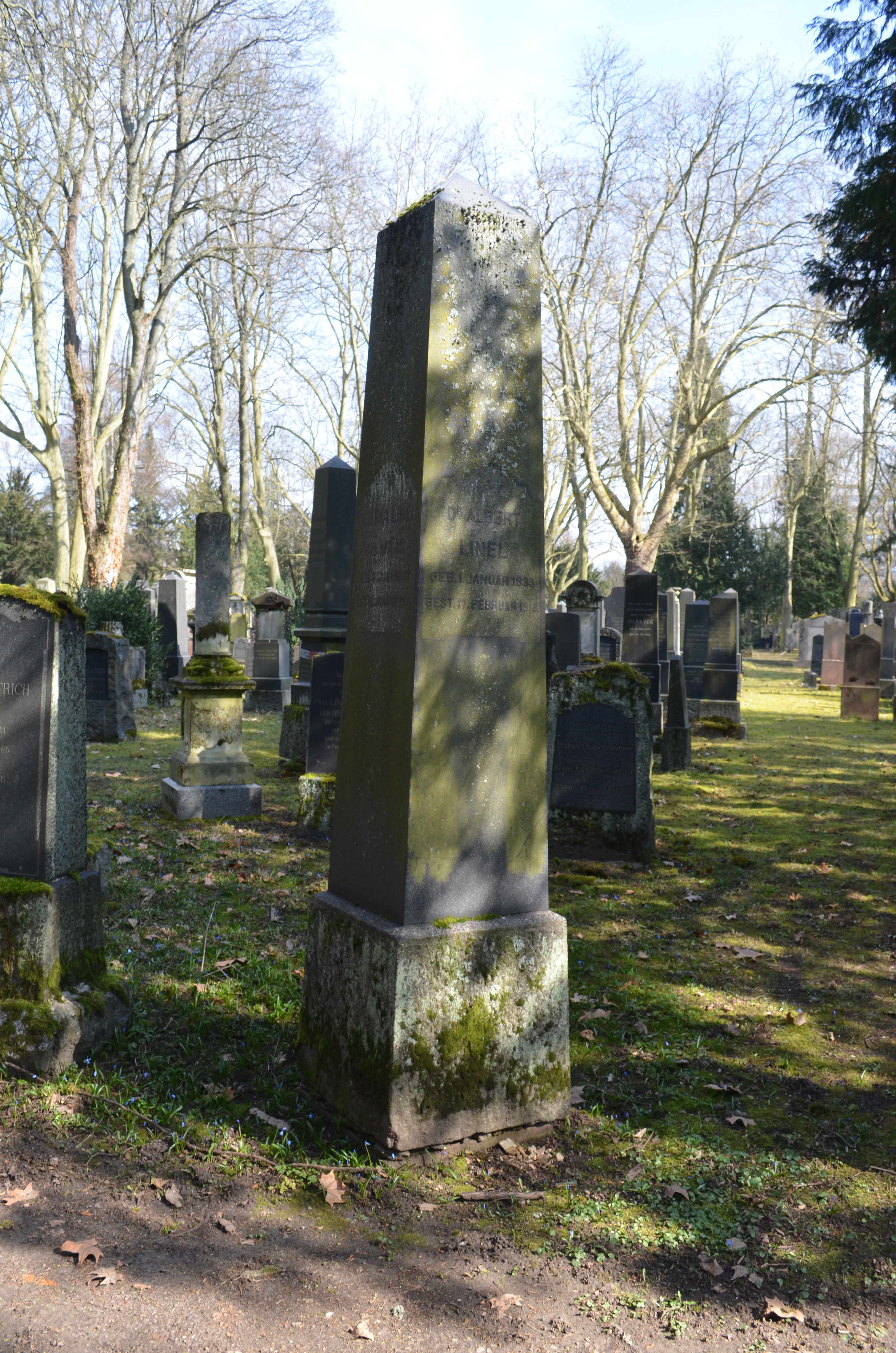
Grab von Albert Linel auf dem alten jüdischen Friedhof Frankfurt-Nordend

Die Gebrüder Linel, Michael Linel (11. August 1830 – 26. März 1892) und Albert Linel (1. Januar 1833–17. Februar 1916), ursprünglich Michael und Aaron Levy, waren Frankfurter Kunstsammler, Mäzene und Stifter der bedeutenden Buchkunstsammlung des Museums Angewandte Kunst in Frankfurt am Main. Dieses wurde 1877 als „Museum für Kunstgewerbe“ gegründet und hieß von 1936 bis 1999 „Museum für Kunsthandwerk“. Die Buchkunstsammlungen der beiden Brüder wurden in der Linel-Sammlung des Museums vereinigt und bilden den Grundstock der heutigen Abteilung „Buchkunst und Grafik“.

## Leben
Michael und Albert Linel stammten aus Blieskastel in der bayerischen Pfalz und waren Söhne des jüdischen Kaufmanns Sinai (auch Simon) Levy, der seit 1829 mit Agatha Loeb verheiratet war. Michael Levy war ein erfolgreicher Kaufmann und zog 1861 nach Frankfurt am Main um. Zwei Jahre später folgte ihm Aaron Levy, der eine juristische Laufbahn einschlug. 1863 änderten die Brüder ihre Namen, ohne jedoch ihre jüdische Religion aufzugeben. Aus Michael Levy wurde Michael Linel und aus Aaron Levy Albert Linel.
Michael Linel war als Kaufmann so erfolgreich, dass er sich Ende der 1860er Jahre zur Ruhe setzte bzw. als Privatier seiner Sammelleidenschaft nachging. Er blieb unverheiratet.
Albert Linel ehelichte am 23. Dezember 1863 die Frankfurter Bürgerstochter Bertha Maas (* 4. Juli 1837), deren Vater, Amschel (Adolph) Samuel Maas, ein wohlhabender Textilkaufmann war, und deren Mutter, Augusta Maas, der Frankfurter Familie Flesch angehörte. Die Heiratsurkunde weist Albert Linel als Privatier aus, woraus sich schließen lässt, dass seine Promotion zum Dr. jur. später erfolgt sein muss. Neben seiner juristischen Tätigkeit war er, wie sein Bruder, ein leidenschaftlicher Sammler.
Die Brüder lebten in der Eschersheimer Landstraße; Michael Linel in der Nummer 11, Albert Linel in der Nummer 34.
Mit ihrer Sammeltätigkeit beteiligten sie sich aktiv an dem gesellschaftlich-kulturellen Leben Frankfurts und prägten die städtische Kunstankaufs- und damit Sammlungspolitik.
Als Michael Linel am 26. März 1892 starb, wohnten der Oberbürgermeister Franz Adickes und der Stadtrat und Sozialreformer Karl Flesch seiner Beerdigung bei.
Albert Linel starb am 17. Februar 1916. Seinen Traum, seine und die Sammlungen seines Bruders in einem eigenen Museum zu vereinigen, konnte er nicht realisieren.
Beide Brüder wurden auf dem alten jüdischen Friedhof in Frankfurt beigesetzt. Ihre Gräber bestehen bis heute.
1940 wurde der Name Linel als Sammlungsbezeichnung getilgt und 1946 wieder eingeführt.
Die Albert-Linel-Straße hat als einzige jüdische Straßenbezeichnung die Hitlerzeit überstanden und befindet sich heute noch am Westrand der Kuhwaldsiedlung.

## Wirken
Beide Brüder waren intensive Sammler, wobei Albert Linels Sammelleidenschaft sowohl hinsichtlich des Spektrums als auch des Umfangs die seines Bruders überstieg.
„Er sammelte alles, was ihm gefiel. In seinem Speisezimmer konnte man vor lauter Bildern kaum die Tapeten sehen. Er besaß auch einen kostbaren Bischofsring und sammelte silberne Leuchter und alte Schränke. Die Hauptsache aber waren Gegenstände der Schrift- und Druckkunst. Hier bildete den Kern seiner Sammlung eine Sondersammlung von Stammbüchern aus der Biedermeierzeit.“ Dr. Flesch
Michael Linels 791 Exponate umfassende Sammlung aus Möbeln, Kassetten, Uhren, Porzellan, Gläsern, Bronzen, Bergkristallen, Zinn, Email, Dosen, Schmuckstücken, Taschenuhren, Eisen, Holz, Stein, Silber, Gobelins, Majolika und 42 Bücher, wobei er diese insbesondere wegen ihrer Einbände schätzte. Hinzu kam eine Sammlung von Stammbüchern.
Michael Linel formuliert 1891 an die Stadt Frankfurt am Main das Angebot, seine kunsthandwerkliche Sammlung gegen eine Leibrente in der Höhe von 10.000 Mark anzukaufen. Die Rente war als Beitrag der Stadt zum Ausbau des öffentlichen Kunstbesitzes gemeint und damit auch, um die von ihm angelegte Sammlung kontinuierlich zu ergänzen. Am 8. März 1892 stimmte die Versammlung der Stadtverordneten dem Ankauf zu. Wenige Tage später stirbt jedoch Michael Linel.
Die erste und einzige Rate zum weiteren Ausbau der Sammlung stiftete Albert Linel. Die Rate betrug 5000 Mark. Im Gegenzug bewilligte die Stadt Frankfurt am Main 10.000 Mark aus dem für die Leibrente bereitgestellten Fond für Ankäufe. Es folgte eine Übergabe der Michael Linel-Sammlung als geschlossener Bestand an das Kunstgewerbemuseum in der Neuen Mainzer Straße 49/51.
Der Übergabe wurde von Auseinandersetzungen begleitet. Denn das Kunstgewerbemuseum des Kunstgewerbevereins als Zweig der Polytechnischen Gesellschaft war eine private und eben nicht städtische Organisation. Dagegen war die mit kommunalen Mitteln erworbene Michael Linel-Sammlung städtischer Besitz. Die Argumente seitens des Vereins für das Historische Museum als Träger der städtischen Kunstsammlung gegen den Verbleib in dem privat geführten Kunstgewerbemuseum waren zum einen, dass städtisches Kunsteigentum nicht einer privat unterhaltenen Institution anvertraut werden sollte, zum zweiten hätte ein solches Verfahren die Zersplitterung von Mitteln der öffentlichen Hand im Sinne des Prinzips „zwei halbe Dinge statt eines Ganzen“ zur Folge und drittens schließlich sei nicht zuletzt auch die Zukunft des Kunstgewerbemuseums aufgrund seiner Abhängigkeit von privater Hand unsicher.
Argumentierten die städtischen Sammlungen formal-institutionell, zog es der Vorstand des Kunstgewerbevereins in einer schriftlichen Entgegnung vor, den Verbleib sammlungsorientiert ästhetisch zu legitimieren. Aus seiner Sicht entspräche die Michael-Linel-Sammlung dem Charakter der Sammlung des Kunstgewerbemuseums. Dagegen habe das Historische Museum keinen der Michael-Linel-Sammlung angemessenen Sammlungsauftrag, da es sich vor allem auf die Geschichte Frankfurts konzentriere. Nicht nur, dass der besondere ästhetische und überregional exemplarische Sammlungsanspruch damit nicht erfüllt werden würde. Auch wäre bei dem Historischen Museum im Unterschied zum Kunstgewerbemuseum die vermittlungsrelevante enge räumliche Verbindung mit der Kunstgewerbeschule nicht gegeben. Außerdem wäre bei einem Verbleib im Historischen Museum eine Zersplitterung der Michael-Linel-Sammlung eine unausweichliche Folge. Vor allem aber würde der Raummangel in dem städtischen Historischen Museum im Unterschied zum Kunstgewerbemuseum die testamentarisch festgelegte sofortige öffentlich zugängliche Ausstellung verhindern. Dieses letzte Argument bildete für die Stadtverordneten den Ausschlag, sich für den Verbleib der Michael-Linel-Sammlung im Kunstgewerbemuseum zu entscheiden.
Albert Linel wurde noch im Todesjahr seines Bruders die Mitgliedschaft in der Kommission für städtische Kunst- und Alterthumsgegenstände angetragen. Diese Kommission verwaltete seit 1877 die städtisch getragenen Bestände des Historischen Museums. Albert Linel war somit seit dem 4. Januar 1893 ehrenamtlich mitverantwortlich für die Frankfurter Kunstsammlungen.
Um seinen Nachlass zu regeln, verfasste er mehrere Testamente. In dem letzten von 16. Oktober 1914 verzichtet er, wohl aufgrund des ausbrechenden Ersten Weltkriegs, auf die Bedingung, dass die beiden Sammlungen in einem eigens errichteten „Linel-Museum“ der Öffentlichkeit zugänglich zu machen sind. Stattdessen verfügt er über eine Aufstellung der beiden Sammlungen als „Linel-Sammlung“ im Historischen Museum. „Ihr Zweck bleibt wie in unserem Testament vom 7. Januar 1901 bestimmt, Kunst und Kunstgewerbe in Frankfurt am Main zu fördern, sowie unseren Namen und unser Gedächtnis allezeit zu erhalten, als Zeichen Frankfurter Bürgersinns, unserer Stadt zu Ehre und unseren Mitbürgern zur Nachahmung.“ Nachdem Albert Linel im Alter von 83 Jahren gestorben war, nahm am 6. April 1916 der Frankfurter Magistrat die Erbschaft an. Die Sammlung wurde auf 170.000 Mark geschätzt. Zum Vergleich sei angeführt, dass das Kunstgewerbemuseum von 1877 bis 1892 insgesamt nur 45.000 Mark für Museumsankäufe bereitgestellt hat.
Wegen Raummangel als auch aus Gründen des regional definierten Sammlungsauftrags konnte das Historische Museum die mit der Erbschaft einhergehenden Anforderungen nicht erfüllen. Der damalige Direktor des Historischen Museums, Bernhard Müller, reagierte in der Weise darauf, dass er sich vom städtischen Magistrat zusätzliche Räume für die Sammlung der beiden Brüder bewilligen ließ und eine „Linel-Kommission“ gründete. Diese hielt dann nach geeigneten Räumen Ausschau. 1918 wurde die Linel-Sammlung in das Haus „Großer Engel“ am Römerberg überführt. Dieses erwies sich jedoch wegen der fehlenden Heizung, Aufbewahrungs- und Präsentationsvorrichtungen sowie Licht- und Sicherheitsvorkehrungen auf Dauer als zu mangelhaft, so dass ab 1921 die Linel-Stiftung dem Kunstgewerbemuseum, nachdem es städtische geworden war, zugeordnet wurde. Dabei wurde die Linel-Sammlung zu einer Sammlung für Buch- und Schriftkunst umgestaltet und in eigens für sie neu hergerichteten Räumen ausgestellt.

## Das Konzept und Anfangszeit der Linel-Sammlung
Das erste Konzept für die Linel-Sammlung geht auf den Direktor des Historischen Museums Bernhard Müller im Jahr 1920 zurück. Sein Ziel war es, einen einheitlichen Sammlungscharakter zu konzipieren und dabei Kriterien für eine zukünftige Sammlungstätigkeit zu definieren. Die Basis sollte dabei die wichtigsten Abteilungen der gesammelten Bestände der Brüder bilden: Stammbücher, illuminierte Handschriften, frühe Drucke sowie Bucheinbände. Der Sammlungsauftrag wurde der Absicht, eine Lücke in Frankfurt am Main schließen zu wollen, abgefasst, nämlich „den Buchdruck in seiner Geschichte und seinen verschiedenen Zweigen anschaulich“ zur Darstellung zu bringen. Die Lösung sah er in der Umgestaltung der Linel-Sammlung zu einer „allgemeinen Buchkunst- und Ornamentstichsammlung“.
Seit 1923 fand in den Räumen der Linel-Sammlung jährlich eine große Sonderausstellung der Frankfurter Bibliophilen-Gesellschaft statt. Ihre Themen waren:
- 1923 Neue deutsche Buchkunst
- 1924 Drucke berühmter Offizinen. Von Aldus Manutius bis Giambattista Bodoni
- 1925  Frankfurter Drucke der Renaissance- und Barockzeit
- 1926  Kalender und Almanache
- 1927 Der schöne Buchtitel im Laufe der Jahrhunderte

Ausstellungen aus dem Bestand der Linel-Sammlung zeigten:
- 1924  Illustrierte Haggadah-Drucke / Neuerwerbungen der Linel-Sammlung / Schreibmeisterbücher des 16. bis 19. Jahrhunderts
- 1926 Schriftproben deutscher Schriftgießereien und Buchdruckereien aus den Jahren 1479 bis 1840

Betreut wurde die Linel-Sammlung von der Kunsthistorikerin und Archäologin Viktoria von Lieres und Wilkau.
Im Dezember 1939 verfügte das nationalsozialistische Regime, dass alle jüdischen Stiftungen „umgestaltet“ werden sollten. Dies bedeutete Arisierung ihres Namens oder ihrer Bezeichnung, um ihren Ursprung unkenntlich zu machen. Der Name Linel wurde 1940 getilgt und es galt nun die Bezeichnung „Stiftung für Buch- und Schriftkunst“, was 1946 wieder rückgängig gemacht wurde.
Nachkommen der Familie Linel scheint es in Frankfurt und seiner Umgebung heute nicht mehr zu geben.